# Euphorbia proctorii
Euphorbia proctorii är en törelväxtart som först beskrevs av Derek George Burch, och fick sitt nu gällande namn av Donovan Stewart Correll. Euphorbia proctorii ingår i släktet törlar, och familjen törelväxter.
Artens utbredningsområde är Bahamas. Inga underarter finns listade i Catalogue of Life.